# Барвинки
Барви́нки (укр. Барвінки) — село на Украине, основано в 1700 году, находится в Малинском районе Житомирской области.
Код КОАТУУ — 1823480401. Население по переписи 2016 года составляет 653 человек. Почтовый индекс — 11624. Телефонный код — 4133. Занимает площадь 5,041 км².

## Адрес местного совета
11624, Житомирская область, Малинский р-н, с. Барвинки.